# Arizona Beverage Company
Arizona Beverages USA (стилизованно: AriZona) — компания, производящая холодный чай, соки и энергетические напитки. Базируется в Вудбери, штат Нью-Йорк. Первый продукт Arizona был выпущен в 1992 году, чтобы составить конкуренцию Snapple. Обе компании возникли в Нью-Йорке.
Arizona известна своими напитками Big Can, вмещающими 680 мл холодного чая, сокосодержащих и других напитков, которые продаются по цене около 0,99 доллара в США и 1,29 канадского доллара в Канаде. Напитки этой компании также выпускаются объёмом 470 мл, 340 мл, а также 3800 мл.
Смесь холодного чая и лимонада «Арнольд Палмер» стала коммерчески доступна в 1990-е годы. С тех пор Arizona стала самым популярным дистрибьютором напитка с объёмом продаж более 100 миллионов долларов в 2010 году.
Arizona также распространяет упакованные лотки с чипсами из тортильи, включая начос с сыром и сальсу с чипсами. В 2020 году компания представила линейку различных фруктовых закусок, «Арнольда Палмера» и зелёного чая.

## История
В 1971 году друзья Джон Феролито и Дон Вултаджио открыли бизнес по продаже напитков в Бруклине, Нью-Йорк. Компания была успешным дистрибьютором пива.
В 1990 году, увидев успех чая и сока в бутылках от Snapple (также бруклинской компании, основанной в 1970-х годах), Феролито и Вултаджио попытались производить свой продукт. В 1992 году они выпустили первые бутылки собственного чая Arizona. Вултаджио сказал, что первоначально названием компании было Santa Fe, в качестве отсылки на дом в глинобитном стиле, в котором он жил, но Вултаджио показалось, что такое название выглядит неправильно на упаковке. Он назвал компанию Arizona, хотя никогда не был в самом штате Аризона.
Рекомендованная цена, указанная на банке, осталась на уровне 0,99 доллара даже при росте расходов компании. Однако розничные торговцы не зависят от компании, потому они могут устанавливать цену на продукцию Arizona по своему усмотрению.